# David Boring
David Boring és una novel·la gràfica del dibuixant americà Daniel Clowes. Va aparèixer parcialment publicada als números 19-21 del còmic Eightball de Clowes i el 2000 fou publicada en un sol volum per l'editorial Pantheon Books.
El còmic relata les desventures del jove David Boring, el qual té com a principals interessos de la seva vida trobar a la "dona perfecta" i investigar la vida del seu pare, un dibuixant de còmic al qual no ha vist mai. La trama del còmic es desenvolupa en una ciutat americana anònima amb el rerefons d'un conflicte nuclear en escalada. Clowes va definir la seva obra "com un Fassbinder que es topa amb Nabokov a la comèdia Gilligan's Island.